# 藤川雍中
藤川 雍中（ふじかわ やすなか、1946年3月27日 - ）は、日本の経営者。エバラ食品工業社長を務めた。

## 経歴
東京都出身。1970年に東京大学法学部を卒業し、同年に横浜銀行に入行。1996年6月に取締役に就任し、1999年4月に常務、2003年2月に専務、2004年6月に副会長を経て、2006年2月にエバラ食品工業副社長に就任し、2008年10月には社長に昇格。2012年4月会長に就任。